# Нікі Джем
Нік Рівера Камінеро (народився 17 березня 1981), більш відомий як Нікі Джем, — американський співак і актор. Його найпопулярнішими хітами стали “X”, “Travesuras”, “En la Cama”, “Te Busco”, “El Perdón”, “Hasta el Amanecer” і “El Amante”, останні три з яких увійшли до альбому “Fénix” 2017 року. Він часто співпрацював з іншими латиноамериканськими виконавцями, такими як Дедді Янкі, J Balvin, Ozuna, Plan B та Anuel AA. Його рання музика є прикладом традиційного стрімкого реггетону, а нові композиції приділяють більше уваги вокалу та романтичним текстам.
Народився в Лоуренсі, штат Массачусетс, у сім'ї домініканки та пуерториканця. Родина переїхала до Пуерто-Рико, коли Ніку було десять років. Він почав записувати музику у віці чотирнадцяти років зі свого першого альбому “...Distinto a los demás” (1995), і зрештою привернув увагу Дедді Янкі. Вони утворили групу Los Cangris, яка діяла з кінця 1990-х до 2004 року. Пара жорстоко розділилася, і кар'єра Нікі Джема швидко пішла на спад, після чого настав період судових суперечок і зловживання психоактивними речовинами.
Згодом він переїхав до Медельїну, Колумбія, де відновив свою кар’єру та розробив більш мелодійний стиль музики, який став популярним завдяки випуску синглів “Voy a Beber” і “Travesuras” у 2014 році. Його успіху сприяли сингл “El Perdón” 2015 року та альбом “Fénix” 2017 року. У 2019 році співак випустив альбом “Íntimo”, що мав успіх серед критиків і комерційний успіх. Нікі Джем також знімався у фільмах «Три ікси: Реактивізація» (2017) і «Погані хлопці назавжди» (2020), а також був виконавчим продюсером біографічного серіалу Netflix «Нікі Джем: Ель-Ганадор» (2018) та знявся у ньому.

## Біографія

### 1981–1996: юність і початок кар’єри
Нік Рівера Камінеро народився 17 березня 1981 року в Лоренсі, штат Массачусетс, у родині домініканки та пуерториканця. Він народився у День святого Патріка та з задоволенням відвідував святкові паради, коли був маленьким хлопчиком. Перебуваючи в Массачусетсі, він захопився хіп-хопом, зокрема виконавцями зі східного узбережжя, Marky Mark and the Funky Bunch і LL Cool J. Коли Нікі Джему було десять років, його сім'я переїхала в передмістя Ріо-Хондо Сан-Хуана, Пуерто-Рико, намагаючись відновити зв'язок з пуерториканським корінням сім'ї. Однак пізніше в інтерв’ю Billboard Нікі Джем пояснив, що його батько був втягнутий у справу, пов’язану з наркотиками, і уникнув застави, через що йому довелося переїхати до Пуерто-Рико.
Нікі Джем спочатку пережив культурний шок після переїзду до Пуерто-Рико, оскільки до прибуття на острів ніколи не розмовляв іспанською. Попри важкий початок, він швидко знайшов друзів у своєму районі та, проводячи час на вулицях, отримав натхнення розпочати музичну кар’єру. Нік також використовував карибський хіп-хоп і реггетон, щоб вдосконалити свої навички володіння іспанською мовою. Спочатку він використовував прізвисько “Нік МС”, але змінив його на Нікі Джем після того, як сусідський безхатько дав йому небажаний коментар: „Ти не Нік МС, ти Нікі Джем“.
Працюючи в дисконтному продуктовому магазині Pueblo Xtra в одинадцять років, Нік проводив час, читаючи реп про речі, які збирав, що вразило клієнта, який запросив його записатися з місцевим інді-лейблом. Згодом хлопець підписав контракт, не читаючи його, і не отримав авансу за свої записи. Він записав і випустив свій перший альбом “...Distinto a los demás” у 1995 році у віці чотирнадцяти років. Нікі пережив важкий розрив зі своєю дівчиною незабаром після виходу альбому, і емоційний біль від пережитого змусив його вперше спробувати кокаїн у віці п’ятнадцяти років. Нікі Джем згадав цей досвід, сказавши: «[Я подумав]: „навіщо мені піклуватися про себе? Мій тато не впорався зі своїми проблемами з наркотиками. Моя мама теж вживала наркотики, то чому б і не я?“ Я маю на увазі, що навколо мене були наркотики, а основа всього — твій дім. Це ваша сім’я».

### 1997–2006: Los Cangris і спад кар’єри

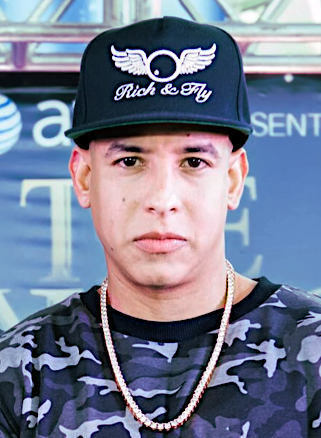
Нікі Джем створив дует Los Cangris зі своїм кумиром і наставником Дедді Янкі (на фото).

Попри вживання наркотиків, Нікі зумів завоювати популярність у Пуерто-Рико як виконавець хіп-хопу, і зрештою зустрів свого кумира Дедді Янкі. Нікі Джем згадав, що Дедді Янкі був знайомий з його роботою, пояснивши: «Він подивився на мене і сказав: „Я знаю, хто ти. Ти та маленька дитина, яка співає реп голосом Мікі Мауса. Мені подобається твій стиль“». Тоді два артисти створили дует “Los Cangris”. Дует досяг успіху в Пуерто-Рико завдяки таким хітам, як “En la Cama”, “Dónde Están las Gatas” і “Guayando”. Перебуваючи в групі, Нікі випустив сольні альбоми “Haciendo escante” (2001) і “Vida escante” (2004).
Однак Нікі Джем з труднощами звикав до свого нового способу життя і почав надмірно вживати наркотики та алкоголь, що стурбувало його музичного партнера. З п’ятнадцяти років він час від часу вживав кокаїн, а пізніше почав вживати перкоцет. Дедді Янкі почав критикувати поведінку Нікі Джема і посилався на нього в піснях, включаючи текст “ваша мужність залежить від таблетки” з пісні 2004 року “Santifica Tus Escapularios”. Це змусило розлюченого Нікі того ж року випустити у відповідь композицію. Він швидко пошкодував, що випустив пісню, пояснивши: «Це був невдалий вибір, тому що він прийшов із [хітом Billboard Hot 100 2004 року] “Gasolina”. [Я] виглядав по-дурному. Він пішов своїм шляхом, а я своїм – і, очевидно, мій шлях пішов не дуже добре».
Los Cangris розділилися в 2004 році після розбрату між двома музикантами. Після розпаду дуету Нікі Джем переживав особисті та професійні труднощі, називаючи себе “збентеженням музичної індустрії Латинських Карибів”. Перебуваючи в глибокій депресії, Нікі значно набрав вагу, зрештою досягнувши 300 фунтів (136 кг); також у нього були проблеми з законом. Він влаштувався на роботу в готель, виконував лаунж-музику для туристів. Незважаючи на те, що цей період був його “найнижчою точкою”, артист розвинув свій співочий голос протягом цього часу, навчившись включати вокал у свою музику.

### 2007–2016: відновлення кар’єри та успішні сингли
– Нікі Джем про свій переїзд до Медельїну, Колумбія
У 2007 році Нікі Джем переїхав до Медельїну, Колумбія, намагаючись припинити вживання наркотиків і зосередитися на музиці. Люди в Медельїні добре прийняли музиканта, і співак зазначив: «Вони змусили мене відчути себе легендою. Поштовх, який вони дали мені, змусив мене стати кращою людиною. Я почав нормально їсти, кинув наркотики й алкоголь. Люди полюбили мене, тому що я любив себе». У 2010 році Нікі Джем пережив ледь не смертельне передозування, що стало поштовхом для його повної відмови від наркотиків. Він схуд на 100 фунтів (45 кг) і зробив татуювання на значній частині свого тіла, включаючи всю шию, що вважав символом свого одужання. У художньому плані на Нікі вплинув романтизм колумбійської музики, зокрема жанр валленато. Артист також відновив свою дружбу з Дедді Янкі після того, як зустрівся з ним під час польоту, де вони вибачилися один перед одним, і почали спільний тур наприкінці 2014 року.
Його пісні “Voy a Beber” та “Travesuras” пожвавили кар'єру музиканта та призвели до підписання контракту з Sony U.S. Latin. “Travesuras” стала першою піснею Нікі, яка досягла першої десятки в чарті Billboard Hot Latin Songs. Іспанський співак Енріке Іглесіас зв'язався з Нікі Джемом для співпраці над піснею “El Perdón” 2015 року, котра згодом принесла Нікі його першу Латиноамериканську Ґреммі. Нікі Джем був здивований, коли йому подзвонив Іглесіас, і спочатку поклав йому трубку, думаючи, що дзвінок був жартом. Їхня пісня посіла 56 місце в чарті Billboard Hot 100 і 30 тижнів була на вершині чарту Hot Latin Songs.
Його популярність у цей час призвела до того, що Нікі Джем возз’єднався у 2015 році зі своєю матір’ю, яка була депортована до Домініканської Республіки; він не бачив її більше двадцяти років. Він згадував: «Більшу частину свого життя я намагався стати відомим, займався музикою, щоб перевірити, чи зможе моя мама слухати й бачити мене… коли відбулося [возз’єднання], це було схоже на момент у кіно. Мій охоронець сказав: „Ось ця жінка надворі. Вона свариться з усіма, кажучи, що вона твоя мама і хоче тебе бачити“... і я автоматично зрозумів, що це вона, бо запам’ятав її голос». Нікі Джем отримав нагороду Warrior Spirit на премії Premios Tu Mundo 2015 за його „музичну стійкість“. Наступного року він записав ремікс пісні 1992 року “De Pies a Cabeza” з мексиканським рок-гуртом Maná, спільну роботу Нікі Джем назвав „благословенням“. У 2016 році його пісня “Hasta el Amanecer” стала першою піснею співака, яка набрала мільярд переглядів на YouTube. Вона отримала нагороду Billboard Music Award як найкраща латиноамериканська пісня у 2017. Пісня також перемогла в номінації Urban Song of the Year та була номінована на сингл року на 29-й церемонії Lo Nuestro Awards.

### 2017: “Fénix”

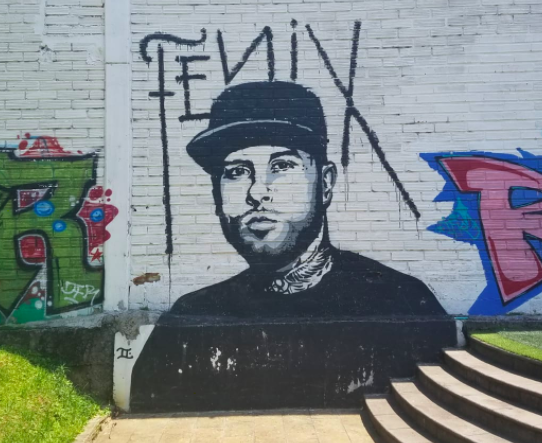
Мурал Нікі Джема в Медельїні, Колумбія, який згодом став обкладинкою його альбому “Fénix” 2017 року (фотографія зроблена у квітні 2018 року).

20 січня 2017 року Нікі Джем випустив альбом “Fénix”. Обкладинкою альбому є мурал, намальований в Медельїні, з іспанським словом «Фенікс» (стилізований FEИiX). Цей мурал фанати намалювали без відома Нікі Джема. Дізнавшись про його існування, артист був настільки зворушений, що оголосив в Instagram, що зробить мурал обкладинкою свого наступного альбому. “Fénix”, символ відродження кар’єри виконавця, дебютував на вершині чарту Billboard Top Latin Albums. 11 лютого 2017 року альбом досяг вершини чарту Billboard Latin Rhythm Albums і протримався в ньому 142 тижні. Запис був номінований на Latin Grammy Award як альбом року на 18-й щорічній Latin Grammy Awards, програвши “Salsa Big Band” Рубена Блейдса.
До альбому “Fénix” увійшли колаборації Нікі Джема з Шоном Полом, El Alfa, J Balvin і Kid Ink та перші англомовні пісні співака “Without You” і “I Can't Forget You”. В альбомі артист сподівався зберегти органічне звучання реггетону, відчуваючи, що цей жанр перетворився на надто “футуристичне” звучання в Пуерто-Рико. Раніше випущені сингли “El Perdón” і “Hasta el Amanecer” були включені в альбом на додаток до нових синглів “El Amante” і “Si Tú la Ves”. Пісня “El Amante” посіла друге місце в чарті Billboard Hot Latin Songs, а “Si Tú la Ves” — 18 місце. “El Amante” також досягла другого місця в Billboard Hot 100. Тоні М. Сентено з Vibe високо оцінив альбом, написавши: «Незважаючи на високий попит на комерційні, електронні клубні записи, Джему вдається зберігати свою цілісність, залишаючись вірним доріжці, яку він створив для себе майже 20 років тому». У 2017 році Нікі Джем дебютував як актор у фільмі «Три ікси: Реактивізація».

### 2018–посьогодні: сингл “X” та “Íntimo”

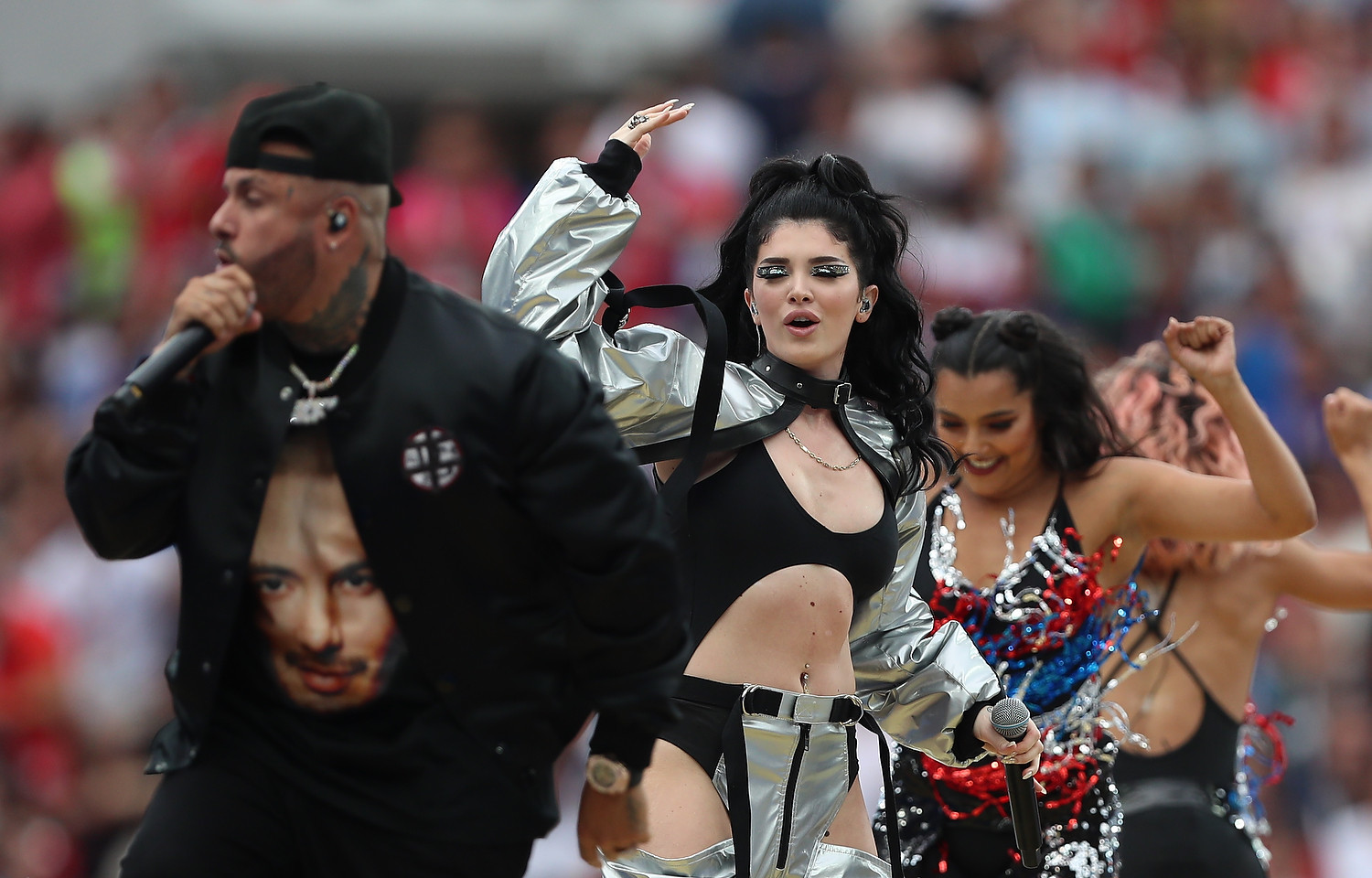
Нікі Джем виконує офіційну пісню ЧС-2018 “Live It Up”

Колаборація співака з J Balvin, “X”, досягла 41 місця в Billboard Hot 100. Музичне відео на “X” викликало порівняння з “I'm Still in Love with You” Шона Пола та “Hotline Bling” Дрейка. Відео дебютувало на першому місці в глобальному музичному чарті YouTube і за два тижні зібрало понад 200 мільйонів переглядів. Нікі Джем виконав пісню з Джей Бальвіном на Вечірньому шоу з Джиммі Феллоном, а Джиммі Феллон танцював на сцені з двома співаками. Реагуючи на успіх пісні, Нікі Джем висловився: «Я знав, що наша музика буде великою, але я не думав, що вона буде такою, як зараз». Нікі Джем співпрацював з Віллом Смітом, Diplo та Ерою Істрефі над офіційним гімном Чемпіонату світу з футболу 2018 року “Live It Up”. Пісня отримала неоднозначні відгуки, оскільки критики висміювали „загальне повідомлення“ пісні. Згодом Нікі Джем знявся в біографічному серіалі Netflix “Nicky Jam: El Ganador”, який досліджував боротьбу артиста з наркоманією та його підйом до слави. Прем'єра серіалу відбулася в листопаді 2018 року.
У жовтні 2019 року Нікі Джем зробив попередній перегляд свого документального фільму “Behind Nicky Jam's Íntimo”, який був створений Apple Music. Співак випустив альбом “Íntimo” 1 листопада 2019 року. Він містив сингли “X”, “Atrévete” за участі Sech та “Whine Up” за участі Anuel AA. Billboard назвав альбом „17 піснями чистої магії реггетону“. У листопаді 2019 року Нікі Джем продовжив контракт із Sony Music Latin. Він працював з Дедді Янкі над піснею “Muévelo”, семплом якої був хіт 1994 року ямайської артистки Іні Камозе “Here Comes the Hotstepper”. Відео, зняте в Маямі, служить даниною пам'яті періоду 1990-х років, коли реггетон був криміналізований у Пуерто-Рико. Пісня стала саундтреком до фільму “Погані хлопці назавжди”. Нікі Джем зіграв лиходія Звей-Ло у фільмі, який вийшов на екрани 17 січня 2020 року. У березні 2020 року Нікі Джем був удостоєний щорічної нагороди за кар’єрні досягнення на Premios Tu Música Urbano 2020, організованому Telemundo. Співак з’явився в несподіваному альбомі Bad Bunny “Las que no iban a salir”, який вийшов у травні 2020 року.
У серпні 2021 року Джем оголосив, що його перший офіційний тур після пандемії розпочнеться на початку 2022 року. Тур “Infinity” відвідає великі міста США й Канади та почнеться 3 лютого 2022 року на стадіоні “Agganis Arena” у Бостоні.

## Особисте життя
У Нікі Джема четверо дітей, 2002, 2002, 2005 і 2012 років народження. Він одружився на приватній католицькій церемонії в Медельїні в лютому 2017 року з Анжелікою Круз, з якою зустрічався два роки. Джей Бальвін і Він Дізель були присутні на весіллі, на якому виступили реггетон-гурт Gente de Zona і співак Джеррі Рівера. У серпні 2018 року пара подала на розлучення, пославшись на непримиренні розбіжності. Того ж місяця Нікі придбав будинок у районі Палм-Айленд у Маямі-Біч за 3,4 мільйона доларів США. У День святого Валентина 2020 року Нікі Джем заручився з моделлю Сідні Моро. Пара познайомилася на зйомках кліпу на “Atrévete”. Зустріч співак описав як „кохання з першого погляду“. Опублікувавши фото на самоті в День святого Валентина у 2021 році, Нікі Джем підтвердив, що вони з Моро більше не разом. В інтерв'ю Vibe він заявив, що у нього синдром дефіциту уваги. Артист зустрічався з Лівією Річі, Наті Торрес і Пауліною Круз.

## Дискографія

### Студійні альбоми
- Vida escante (2004)
- The Black Carpet (2007)
- Fénix (2017)
- Íntimo (2019)
- Infinity (2021)

## Фільмографія
| Рік  | Назва                   | Роль                       | Примітки                |
| ---- | ----------------------- | -------------------------- | ----------------------- |
| 2017 | Три ікси: Реактивізація | Лазар                      | Фільм                   |
| 2017 | Ключі від Різдва        | себе                       | Фільм                   |
| 2018 | Нікі Джем: Ель-Ганадор  | себе                       | Біографічний телесеріал |
| 2020 | Погані хлопці назавжди  | Лоренцо «Звей-Ло» Родрігес | Фільм                   |
| 2021 | Том і Джеррі            | Буч (голос)                | Фільм                   |